# Strophocheilidae
Die Strophocheilidae sind eine Familie der Schnecken aus der Unterordnung der Landlungenschnecken (Stylommatophora). Die knapp 50 Arten der Familie sind in Südamerika beheimatet. Die ältesten Vertreter der Familie stammen aus paläozänen Ablagerungen.

## Merkmale
Die bis etwa 160 mm hohe Gehäuse sind rechtsgewunden. Sie können hochkonisch, eiförmig oder selten auch niedrigkonisch bis flach sein. Die Mündung ist relativ einfach, ohne Lamellen und Zähne. Die Mündungsrändern können umgeschlagen und leicht verdickt sein. Der Kiefer ist relativ dick und kann glatt oder berippt sein. Die Kiemen sind vom Mesurethra-Typus. Im zwittrigen Genitalapparat ist der Penis an der Innenwand mit zahlreichen kleinen Knoten oder Papillen besetzt. Ein Flagellum kann vorhanden sein oder auch fehlen. Der Samenleiter liegt meist am Penis an. Der Stiel der Spermathek ist mit dem Spermovidukt durch zahlreiche Fasern verbunden.

## Geographische Verbreitung und Lebensweise
Die Familie ist geographisch auf Südamerika beschränkt. Die Arten der Familie leben in feuchten Wäldern. 

## Systematik
Die Familie wird von Schileyko (1999) als Überfamilie behandelt. Bouchet & Rocroi (2005) stellen sie dagegen im Familienrang zur Überfamilie Acavoidea. Sie wird in zwei Unterfamilien unterteilt (bei Schileyko (1999) zwei Familien).
- Familie Strophocheilidae Pilsbry, 1902
  - Unterfamilie Strophocheilinae Pilsbry, 1902
    - Gattung Anthinus Albers, 1850
    - Gattung †Eoborus Klappenbach & Olazarri, 1970 (Paläozän, Eozän, Oligozän, Miozän)[1]
    - Gattung Gonyostomus Beck, 1837
    - Gattung Strophocheilus Spix, 1827
    - Gattung Mirinaba Morretes, 1952
    - Gattung Speironepion Bequaert, 1948
    - Gattung Chiliborus Pilsbry, 1926
    - Gattung Austroborus Parodiz, 1949

  - Unterfamilie Megalobuliminae Leme, 1973
    - Gattung Megalobulimus K. Miller, 1878